# Sphingomorpha hemia
Sphingomorpha hemia là một loài bướm đêm trong họ Noctuidae.